# Número de controle da Biblioteca do Congresso
O Número de controle da Biblioteca do Congresso (em inglês: Library of Congress Control Number), abreviado LCCN, é um sistema baseado em números de série para numerar os artigos de catálogo da Biblioteca do Congresso de Estados Unidos. Este sistema de numeração tem estado em uso desde 1898. Não tem relação alguma com os conteúdos dos livros, e não deve confundir-se com a Classificação da Biblioteca do Congresso (LCC).